# Скулелевські кораблі
Скулелевські кораблі (дан. Skuldelev-skibene) — п'ять оригінальних кораблів вікінгів XI століття, знайдених неподалік гавані Скулелева у Роскілле-фіорді на водному шляху Пеберренден, приблизно в 20 кілометрах північніше міста Роскілле в Данії. Усі п'ять кораблів були розкопані в 1962 році і з 1969 року зберігаються в збудованому для їх експозиції Музеї кораблів вікінгів у Роскілле.

## Історія

Розташування Скулелевських кораблів перед розкопками.

Близько 1070 року п'ять кораблів вікінгів були навмисно потоплені неподалік гавані Скулелева у Роскілле-фіорді, щоб перекрити найважливіший фарватер і захистити Роскілле від нападу ворога з моря. Ці кораблі, що стали відомі як Скулелевські кораблі, були розкопані в 1962 році. Виявилося, що це кораблі п'яти різних типів — від рибальських та торгових до військових.
У 1962 році протягом чотирьох місяців залишки затоплених кораблів були розкопані. Знайдені частини складають п'ять типів кораблів вікінгів і всі датовані XI століттям. Вважається, що їх затопили, щоб запобігти атакам на Роскілле з моря. Коли залишки кораблів були розкопані вважалося, що вони складаються з шести кораблів, але пізніше було виявлено, що «Скулелев-2» і «Скулелев-4» були частинами одного й того ж корабля.
У 1969 році для експонування п'яти нещодавно виявлених Скулелевських кораблів, в Роскілле, на березі Роскілле-фіорда був побудований Музей кораблів вікінгів.
Разом п'ять Скулелевських кораблів є хорошим джерелом інформації про традиції суднобудування пізньої епохи вікінгів. Музей кораблів вікінгів в Роскілле створив точні реконструкції всіх п'яти оригінальних кораблів Скулелева. Деякі з цих кораблів також були реконструйовані іншими ентузіастами по всьому світу.

## Порівняльна таблиця
| Lp. | Зображення | Назва та імена реплік                  | Тип                                   | Рік та місце будівництва | Розміри     | Опис |
| --- | ---------- | -------------------------------------- | ------------------------------------- | ------------------------ | ----------- | --- |
| 1.  |            | Скулелев-1 Ottar                       | морський транспортний корабель (кнор) | ~1030 західна Норвегія   | 15,84 x 4,8 | Корабель, побудований із сосни, мав закруглений корпус, водотоннажністю 20 тонн і площу вітрил 90 м², розвивав максимальну швидкість близько 13 вузлів. Міг плавати у водах Північного моря, Балтійського моря та Північної Атлантики.                                                              |
| 2.  |            | Скулелев-2 Havhingsten fra Glendalough | військовий довгий корабель (скейд)    | ~1042 Ірландія           | ~30 x 3,8   | Швидкий військовий корабель. Побудований з дубу, мав довгий вузький корпусо з водотоннажністю 26 тонн і величезною площею вітрил — 112 м², він розвивав максимальну швидкість близько 13-17 вузлів. Мав 60 весел і екіпаж із 65–70 чоловіків.                                                       |
| 3.  |            | Скулелев-3 Roar Ege                    | невеликий торговий корабель (бірдин)  | ~1040 Данія              | 14 x 3,3    | Невелике торгове судно, що ходило вздовж узбережжя Данії та Балтійського моря. Найкраще збережений з усіх розкопаних уламків. Побудований з данського дуба, водотоннажністю понад 9 тонн і площею вітрил 45 м², він мав максимальну швидкість близько 8-10 вузлів і міг нести вантаж понад 4 тонни. |
| 4.  |            | Скулелев-5 Helge Ask                   | військовий довгий корабель            | ~1040 Данія              | 17,3 x 2,5  | Невеликий військовий корабель, що холив вздовж узбережжя Данії та Балтійського моря. Побудований як зі старого, так і з нового дерева, водотоннажністю майже 8 тонн і площею вітрил 46 м², мав максимальну швидкість близько 15 вузлів.                                                             |
| 5.  |            | Скулелев-6 Kraka Fyr та Skjoldungen    | рибальський корабель                  | ~1030 західна Норвегія   | 11,2 x 2,5  | Спочатку рибальське судно для риболовлі в норвезьких фіордах, згодом перетворене на транспортне судно. Побудований із деревини сосни, берези та дуба, водотоннажністю майже 8 тонн і площею вітрила 26,5 м², мав максимальну швидкість приблизно 9–12 вузлів.                                       |

## Скулелев-1

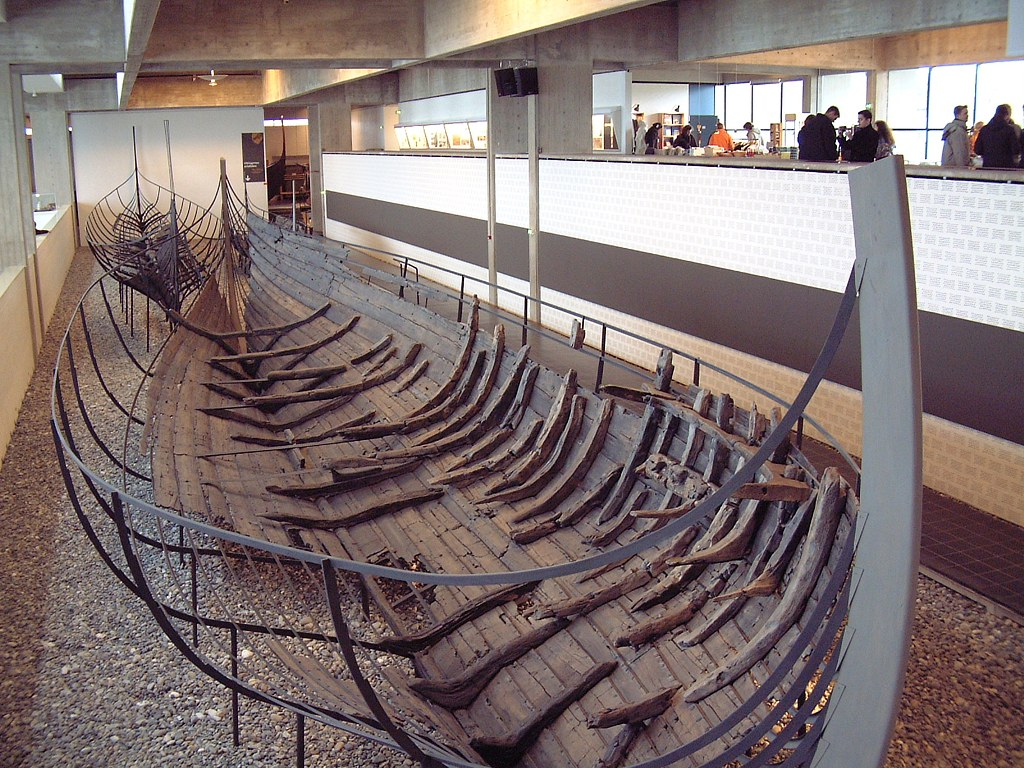
Скулелев-1

Скулделев-1 був міцним морським вантажним судном типу кнора. Мав довжину 16 м, ширину 4,8 м та осадку 1 м з екіпажем з 6-8 осіб. Корабель був побудований у Согне-фіорді на заході Норвегії приблизно в 1030 році нашої ери з товстих соснових дошок, але неодноразово ремонтувався за допомогою дуба та липи протягом свого існування, в Осло-фіорді та у Східній Данії. Маючи вітрило площею приблизно 90 м² і всього 2-4 весла, Скулелев-1 міг плавати Балтійським морем, Північним морем і північною частиною Атлантичного океану з максимальною швидкістю 13 узлів (24 км/год). Збереглося 60 % оригінального корабля.
Скулелев-1 був відтворений як корабель вікінгів Ottar Музеєм кораблів вікінгів Роскілле та виставлений у Музейній гавані.
| Знайомства:        | прибл. 1030       |
| Місце будівництва: | Західна Норвегія  |
| Стан збереження:   | 60 %              |
| Матеріал:          | Сосна, дуб і липа |
| Довжина:           | 15,84 метра       |
| Ширина:            | 4,8 метра         |
| Осадка:            | 1 метр            |
| Водотоннажність:   | 20 тонн           |
| Кількість весел:   | 2-4               |
| Екіпаж:            | 6-8 чоловіків     |
| Площа вітрил:      | 90 м2             |
| Середня швидкість: | 5-7 вузлів        |
| Найвища швидкість: | Близько 13 вузлів |

## Скулелев-2

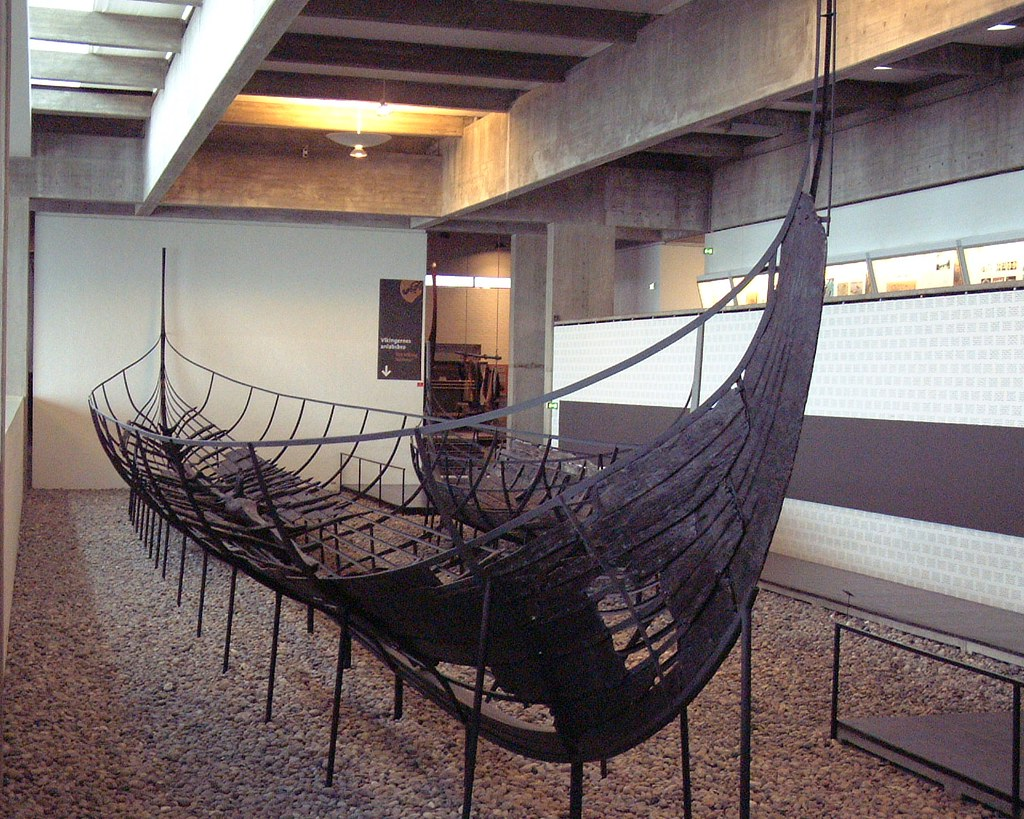
Скулелев-2

Скулелев-2 — морський військовий корабель із дуба. Це довгий корабель, можливо, типу скейд.
Він був завдовжки приблизно 30 м і завширшки 3,8 м і осадку всього 1 м з максимальним екіпажем 70-80 осіб. Дендрохронологія показала, що корабель був побудований в районі Дубліна приблизно в 1042 році. Форма корабля та його велике вітрило, приблизно 112 м², дозволяли розвивати велику швидкість, до 15 вузлів (28 км/год) з гребним екіпажем 60 і більше під вітрилом. Це один із найдовших кораблів вікінгів, коли-небудь знайдених, але з усіх Скулелевських кораблів він зберігся найменше, залишилося лише 25 % від оригіналу.
Музей кораблів вікінгів у Роскіллі керував проектом створення репліки корабля Скулелев-2, відомого як «Морський жеребець із Глендалоу» (дан. Havhingsten fra Glendalough), вартістю 1,34 мільйона євро. Проект тривав із серпня 2000 року по вересень 2004 року і включав майже 40 000 годин праці. Влітку 2007 року Морський жеребець відплив із Роскілле в Дублін і прибув 14 серпня. Корабель був на виставці в Дубліні до літа 2008 року, після чого він повернувся в Роскілле і прибув 9 серпня.
| Знайомства:        | 1042             |
| Місце будівництва: | Дублін, Ірландія |
| Стан збереження::  | прибл. 25 %      |
| Матеріал:          | Дуб              |
| Довжина:           | прибл. 30 метрів |
| Ширина:            | 3,8 метра        |
| Осадка:            | 1 метр           |
| Водотоннажність:   | 26 тонн          |
| Кількість весел:   | 60               |
| Екіпаж:            | 65-70 чоловік    |
| Площа вітрил:      | 112 м2           |
| Середня швидкість: | 6-8 вузлів       |
| Найвища швидкість: | 13-17 вузлів     |

## Скулелев-3

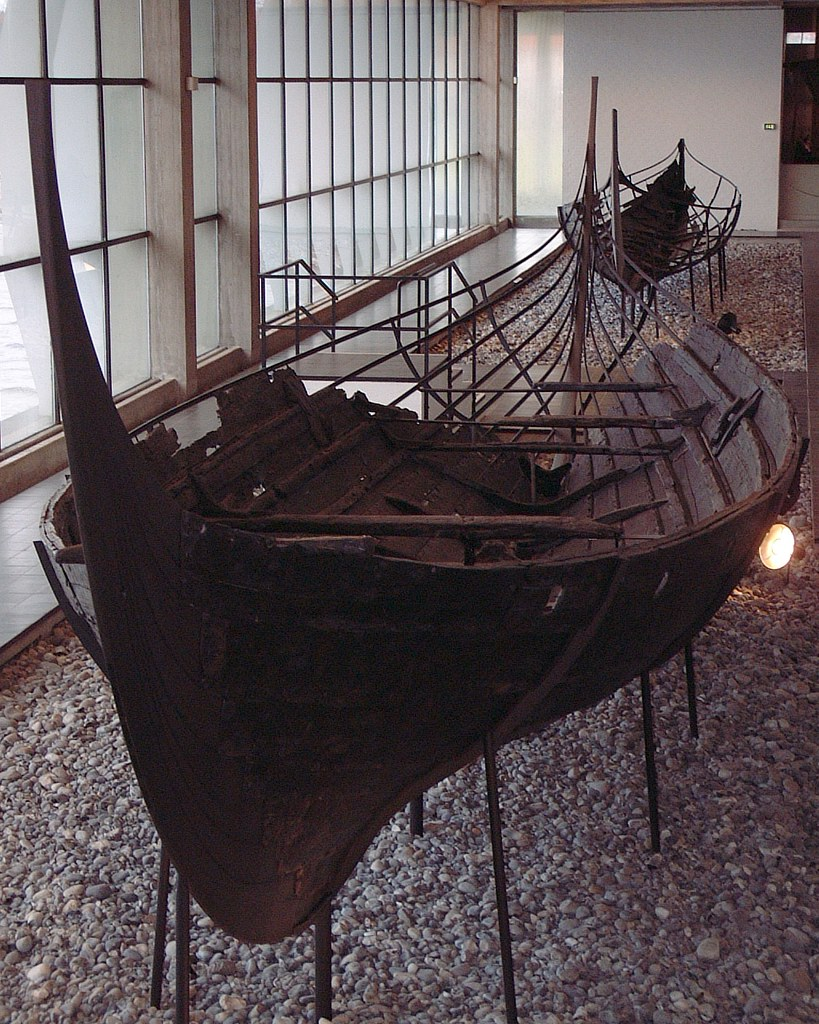
Скулелев-3

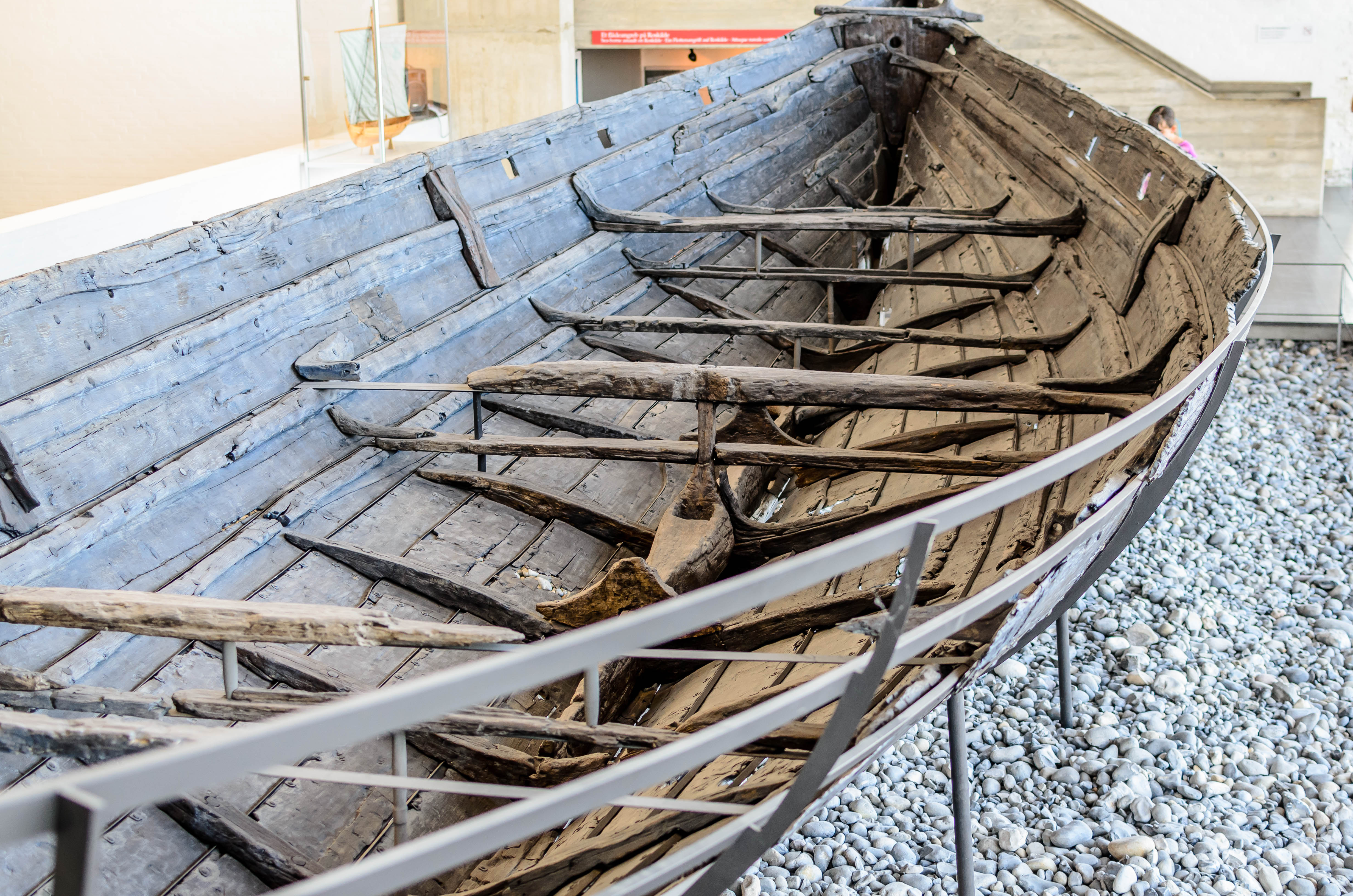
Скулделев-3 (вид ззаду)

Скулелев-3 — вантажне судно довжиною 14 м і шириною 3,3 м, можливо, типу бірдин. Він виготовлений з дуба, має вантажопідйомність 4-5 тонн і осадку всього 0,9 м. Він був побудований приблизно в 1040 році десь у Данії. З екіпажем із 5-8 осіб і вітрилом площею 45 м² в якості основної потужності Скулелев 3 добре підходив би для коротших подорожей у водах Данії та Балтійському морі.
Він може досягати максимальної швидкості біля 10 вузлів (19 км/год). Скулелев-3 є найкраще збереженим Скулелевським кораблем, від нього зберіглось 75 % оригінальної конструкції.
Музей кораблів вікінгів Роскілле скопіював Скулелев 3 як копію корабля вікінгів Roar Ege.
| Знайомства:        | прибл. 1040       |
| Місце будівництва: | Данія             |
| Стан збереження:   | прибл. 75 %       |
| Матеріал:          | Дуб               |
| Довжина:           | 14 метрів         |
| Ширина:            | 3,3 метра         |
| Осадка:            | 0,9 метра         |
| Водотоннажність:   | 9,6 тонн          |
| Вантажомісткість   | 4,6 тонни         |
| Кількість весел:   | 5 веслових портів |
| Екіпаж:            | 5-8 чоловіків     |
| Площа вітрил:      | 45 м2             |
| Середня швидкість: | 4-5 вузлів        |
| Найвища швидкість: | 8-10 вузлів       |

## Скулелев-5

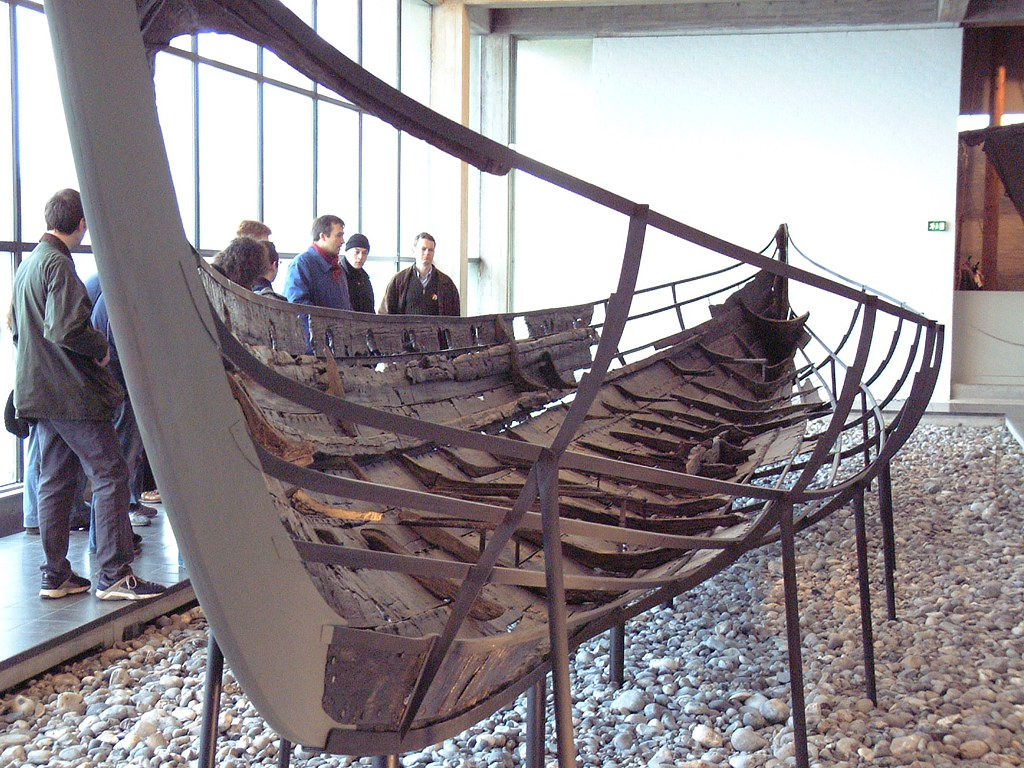
Скулелев-5

Він має довжину 17,3 м і ширину 2,5 м і мав би осадку 0,6 м з екіпажем близько 30 осіб. Він виготовлений із суміші порід деревини з дубом, соснами, ясенем і вільхою, і був побудований приблизно в 1030 році в районі Роскільде. Корабель був спеціально побудований для плавання в мілководних водах Данії та Балтійському морі. Верхні дошки обладнані отворами для щитових ременів. З вітрилом приблизно 46 м² середня швидкість судна, за підрахунками, становила 7 вузлів (13 км/год) з максимальною швидкістю близько 15 вузлів (28 км/год). Збереглося 50 % оригіналу.
Музей кораблів вікінгів Роскільде скопіював Скулелев-5 як репліку Helge Ask. Однак це не єдина копія Скулелев-5, першою була Sebbe Als, побудована в 1969 році в Августенборзі, також у Данії. Sebbe Als здатний розвивати швидкість 5 вузлів (9 км/год) тільки на веслах, а під вітрилом вона робить 12 вузлів (22 км/год).
| Знайомства:        | прибл. 1030               |
| Місце будівництва: | Данія                     |
| Стан збереження:   | прибл. 50 %               |
| Матеріал:          | Дуб, сосна, ясен і вільха |
| Довжина:           | 17,3 метра                |
| Ширина:            | 2,5 метра                 |
| Осадка:            | 0,6 метра                 |
| Водотоннажність:   | 7,8 тонн                  |
| Кількість весел:   | 26                        |
| Екіпаж:            | прибл. 30 чоловіків       |
| Площа вітрил:      | 46 м2                     |
| Середня швидкість: | 6-7 вузлів                |
| Найвища швидкість: | прибл. 15 вузлів          |

## Скулелев-6

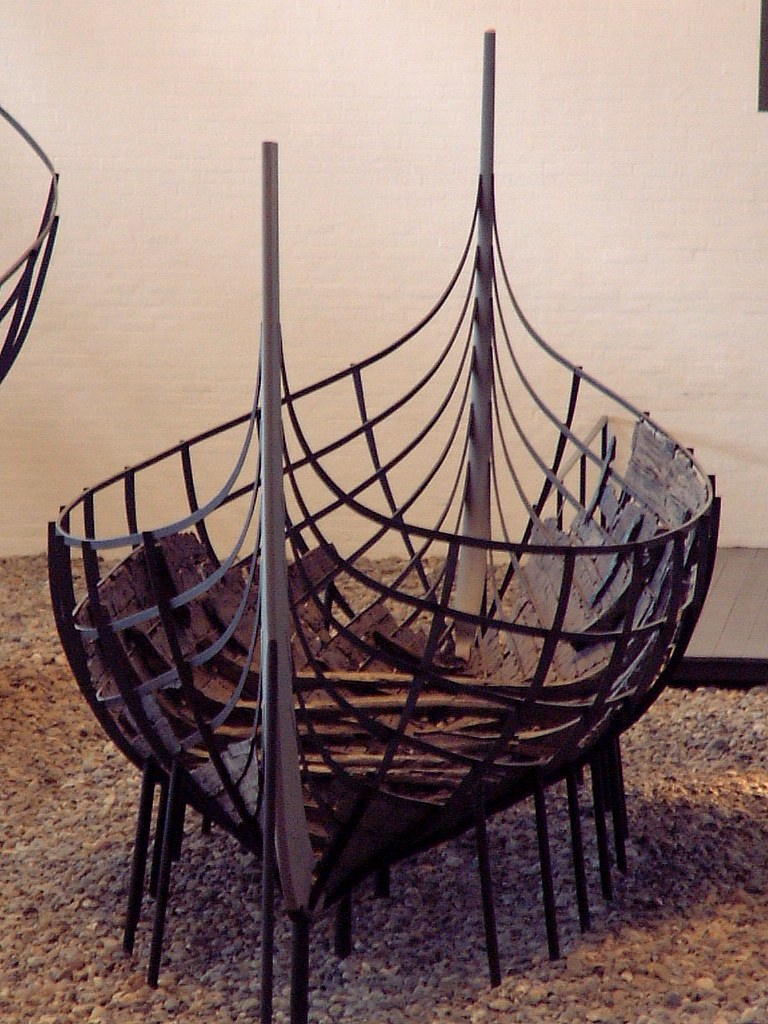
Скулелев-6

Скулелев-6 — судно невідомого призначення довжиною 11,2 м і шириною 2,5 м, оснащене веслами і вітрилом.
Він мав хорошу вантажопідйомність, осадку 0,5 м і, ймовірно, був побудований для риболовлі. Як і Скулелев-1, Скулелев-6 був побудований в Согнефіордені на заході Норвегії близько 1030 року, в основному з сосни. Екіпаж мав складати 5-15 осіб. Протягом свого існування корабель був дещо перебудований, ймовірно, для використання в якості прибережного вантажного судна. У цьому стані він був би відомий як Ferje, загальний термін для менших вантажних суден. Збереглося 70 % оригінального корабля.
Скулелев 6 був відтворений як Kraka Fyr у 1998 році Музеєм кораблів вікінгів у Роскіллі. У 2010 році музей знову відтворив оригінальний корабель під назвою Skjoldungen. Залишаючись вірним оригінальним залишкам, Skjoldungen має іншу інтерпретацію дизайну носа та корми.
| Знайомства:        | прибл. 1030         |
| Місце будівництва: | Західна Норвегія    |
| Стан збереження:   | прибл. 70 %         |
| Матеріал:          | Сосна, береза і дуб |
| Довжина:           | 11,2 метра          |
| Ширина:            | 2,5 метра           |
| Осадка:            | 0,5 метра           |
| Водотоннажність:   | 3 тонни             |
| Кількість весел:   | 14                  |
| Екіпаж:            | прибл. 5-15 чоловік |
| Площа вітрил:      | 26,5 м2             |
| Середня швидкість: | 4-5 вузлів          |
| Найвища швидкість: | 9-12 вузлів         |